# Михайловське (Михайловський район)
Миха́йловське (рос. Михайловское) — село, центр Михайловського району Алтайського краю, Росія. Адміністративний центр та єдиний населений пункт Михайловської сільської ради.
У період 1966-1991 років село мало статус селища міського типу і називалось Михайловський.

## Населення
Населення — 11020 осіб (2010; 11558 у 2002).
Національний склад (станом на 2002 рік):
- росіяни — 85 %